# رشیدات آجیباده
رشیدات آجیباده (انگلیسی: Rasheedat Ajibade؛ زادهٔ ۸ دسامبر ۱۹۹۹) بازیکن فوتبال اهل نیجریه است که در حال حاضر برای باشگاه فوتبال زنان اتلتیکو مادرید در پست مهاجم بازی می‌کند.
از باشگاه‌هایی که در آن بازی کرده است می‌توان به باشگاه فوتبال زنان اتلتیکو مادرید اشاره کرد.
وی همچنین در تیم ملی فوتبال زنان نیجریه بازی کرده است.

## زندگی شخصی
رشیدات آجیباده معمولاً با نام کوتاه‌شده «رَش» و لقب «دختری با موهای آبی» شناخته می‌شود، این لقب را به دلیل مدل موی آبی درخشانش که همیشه در زمین بازی به نمایش می‌گذارد، کسب کرده است.
در تابستان ۲۰۲۰، رشیدات آجیباده با همکاری شرکت معروف برندینگ ورزشی نیجریه، ایگلزترکر، کمپین سالانه #StandOutWithRASH را راه‌اندازی کرد. این کمپین رسانه‌ای با هدف شناسایی استعدادهای فوتبال پایه در نیجریه فعالیت می‌کند. آجیباده از پلتفرم رسانه‌ای خود برای ارائه حمایت‌های مختلف از جمله کفش‌های فوتبال، پیراهن و جوایز نقدی به بازیکنان مستعد استفاده می‌کند.
او همچنین برند رسمی خود به نام RASH را راه‌اندازی کرده که مجموعه‌ای از محصولات منحصر به فرد را به هوادارانش عرضه می‌کند. این برند در زمینه‌های مختلفی در نیجریه فعال است.
بنیاد رشیدات آجیباده اخیراً یک برنامه آموزشی پزشکی مخصوص فوتبالیست‌ها را با همکاری کلینیک بالم اینفوس راه‌اندازی کرده است. این برنامه که در لاگوس نیجریه برگزار شد، شامل آموزش‌های کمک‌های اولیه و CPR برای بازیکنان باشگاه فوتبال زمان روبو کویینز و آکادمی فوتبال اگالو بود. ستاره باشگاه فوتبال زنان اتلتیکو مادرید با تأسیس این بنیاد، قصد دارد به توانمندسازی جوانان نیجریه‌ای کمک کند.
آجیباده مسیحی معتقدی است و در یک بازی ملی در سال ۲۰۲۲ پس از گلزنی، تی‌شرتی با نوشته «متشکرم عیسی» زیر پیراهن خود پوشید.

## دوران باشگاهی
رشیدات آجیباده از فصل ۲۰۱۳ تا فصل ۲۰۱۸ لیگ برتر فوتبال زنان نیجریه برای باشگاه فوتبال زنان روبو بازی کرد. او در سال ۲۰۱۴ به عنوان یکی از بهترین استعدادهای جوان لیگ شناخته شد. در سپتامبر ۲۰۱۸ برای دومین بار متوالی قهرمان مسابقات فری‌استایل فوتبال زنان نیجریه شد.
در فصل ۲۰۱۷ به کاپیتانی باشگاه فوتبال زنان روبو رسید و با وجود عدم قهرمانی تیمش، به عنوان بهترین بازیکن فصل انتخاب شد.
در دسامبر ۲۰۱۸ به تیم نروژی باشگاه فوتبال زنان آوالدسنس ای‌ال پیوست و در ۱ ژانویه ۲۰۲۱ با باشگاه فوتبال زنان اتلتیکو مادرید قرارداد دو ساله امضا کرد. در ژانویه ۲۰۲۲ قراردادش را تا سال ۲۰۲۵ تمدید کرد.

## دوران ملی
آجیباده در تمام رده‌های سنی برای تیم ملی فوتبال زنان نیجریه بازی کرده است. او در جام جهانی فوتبال زنان زیر ۱۷ سال ۲۰۱۴ گل‌های مهمی به ثمر رساند و در جام جهانی فوتبال زنان زیر ۲۰ سال ۲۰۱۶ کاپیتان تیم بود.
در فوریه ۲۰۱۸ با یک هت‌تریک در بازی مقابل تیم ملی فوتبال زنان سنگال، نیجریه را به نیمه‌نهایی جام WAFU رساند.
او در ترکیب نیجریه برای جام جهانی فوتبال زنان ۲۰۱۹، جام ملت‌های زنان آفریقا ۲۰۲۲ و جام جهانی فوتبال زنان ۲۰۲۳ حضور داشت.
در آوریل ۲۰۲۴ با گل پنالتی خود در بازی مقابل تیم ملی فوتبال زنان آفریقای جنوبی، راهیابی نیجریه به المپیک ۲۰۲۴ پاریس را پس از ۱۶ سال محقق کرد.